# Avitta leitmorensis
Avitta leitmorensis är en fjärilsart som beskrevs av Arnold Pagenstecher 1884. Avitta leitmorensis ingår i släktet Avitta och familjen nattflyn. Inga underarter finns listade i Catalogue of Life.